# Liste der Monuments historiques in Feuges
Die Liste der Monuments historiques in Feuges führt die Monuments historiques in der französischen Gemeinde Feuges auf.

## Liste der Immobilien
| Bezeichnung      | Beschreibung           | Standort               | Kennzeichnung | Schutzstatus | Datum | Bild           |
| ---------------- | ---------------------- | ---------------------- | ------------- | ------------ | ----- | -------------- |
| Kirche St-Benoît | ab dem 12. Jahrhundert | Rue de l’Église (Lage) | PA00078112    | Inscrit      | 1972  | weitere Bilder |

## Liste der Objekte
| Bezeichnung                            | Beschreibung                                                                                                  | Standort                       | Kennzeichnung | Schutzstatus | Datum | Bild           |
| -------------------------------------- | --- | ------------------------------ | ------------- | ------------ | ----- | -------------- |
| Skulptur Stehende Madonna mit Kind (1) | Eichenholz, 16. Jahrhundert                                                                                   | in der Kirche St-Benoît (Lage) | PM10004821    | Inscrit      | 2001  |                |
| Taufbecken                             | Kalkstein, 16. Jahrhundert                                                                                    | in der Kirche St-Benoît (Lage) | PM10000816    | Classé       | 1913  |                |
| Kirchenfenster Anbetung der Hirten     | aus dem 16. Jahrhundert                                                                                       | in der Kirche St-Benoît (Lage) | PM10000817    | Classé       | 1913  |                |
| Skulptur Sitzende Madonna mit Kind     | Holz, farbig gefasst, 17. Jahrhundert                                                                         | in der Kirche St-Benoît (Lage) | PM10004820    | Inscrit      | 2001  |                |
| Kruzifix                               | Holz, farbig gefasst, Anfang des 16. Jahrhunderts, Jacques Bachot oder dem Meister von Chaource zugeschrieben | in der Kirche St-Benoît (Lage) | PM10000814    | Classé       | 1911  | weitere Bilder |
| Skulptur Heiliger Benedikt             | Kalkstein, farbig gefasst, erste Hälfte des 16. Jahrhunderts                                                  | in der Kirche St-Benoît (Lage) | PM10000815    | Classé       | 1911  |                |
| Skulptur Stehende Madonna mit Kind (2) | Kalkstein, farbig gefasst, zweite Hälfte des 14. Jahrhunderts                                                 | in der Kirche St-Benoît (Lage) | PM10000813    | Classé       | 1911  |                |
| Lesepult                               | Holz, vergoldet, 17. Jahrhundert; zerstört                                                                    | in der Kirche St-Benoît (Lage) | PM10000818    | Classé       | 1913  |                |